# بيت الظفيري (الطويلة)

تعديل مصدري - تعديل

بيت الظفيري هي إحدى قرى عزلة القصبة بمديرية الطويلة التابعة لمحافظة المحويت، بلغ تعداد سكانها 94 نسمة حسب تعداد اليمن لعام 2004.